# Плодородная почва
«Плодородная почва» (англ. Fertile Ground) — фильм режиссёра Адама Гираша, снятый в 2010 году. Премьера картины состоялась в рамках After Dark Horrorfest. Слоган фильма «От колыбели до могилы».

## Сюжет
Семья Уиверов ждёт ребёнка, однако у Эмили неожиданно случается выкидыш. Тогда Нейт везёт свою жену в старый семейный дом в сельской местности, где супруги могут провести время в спокойной обстановке. Однако Эмили начинают преследовать видения, а однажды при проверке канализации там находят кости, которые предположительно принадлежат женщине, пропавшей без вести 150 лет назад.
Эмили выясняет, что снова беременна. По этому поводу Уиверы устраивают праздник и приглашают гостей. Однако женщина замечает, что в поведении мужа начинают происходить какие-то странные изменения. Неожиданно она находит дневник Мэри Уивер, убитой в этом доме, даты в котором (беременность, праздник, отъезд мужа) совпадают с датами из жизни Эмили. У женщины появляется серьёзный повод опасаться за свою жизнь.

## В ролях
- Гейл Харольд — Нейт Уивер
- Лейша Хейли — Эмили Уивер
- Челси Росс — Эвери
- Джэми Бассман — Мэри Уивер
- Кейла Комбс — девочка-призрак
- Ингрид Кори — арт-дилер
- Клинт Кертис — Фелипе
- Стив Вейноусек — доктор
- ДжоНелл Кеннеди — Бриттани МакГроу
- Джеймс Стордал — доктор